# Ян Вражий
Ян Александер Вражий (пол. Jan Aleksander Wraży; нар. 10 жовтня 1943, Львів, Генеральна губернія — пом. 6 квітня 2019, Монс, Бельгія) — польський футболіст та тренер, виступав на позиції захисника. Як гравець виступав у клубах ГКС (Катовиці), «Гурник» (Забже) та «Валансьєн». Дворазовий чемпіон Польщі та дворазовий володар кубку Польщі у складі «Гурника» (Забже). Гравець збірної Польщі.

## Життєпис
Народився у Львові, але під час Другої світової війни разом з родиною переїхав до Битома. Футбольну кар'єру розпочав у клубі «ГКС Розбарк», у складі якої грав у юнацькій, юніорській та дорослій команді в нижчих дивізіонах Сілезії.
У 1965 році став гравцем переможця першої ліги — «ГКС Катовиці». В екстаклясі дебютував 20 березня 1966 року в виїзному поєдинку з «Гурником» (Забже) (0:3). Швидко виборов місце в одинадцятці стартового складу і став одним із ключових гравців у ГКС. Виступав за клуб з Катовиць протягом чотирьох з половиною років (до 1970 року), за цей час у чемпіонаті зіграв 106 матчів. Влітку 1970 року став гравцем «Гурник» (Забже), тогорічного фіналіста Кубку володарів кубків. Разом з клубом із Забже здобув два титули національного чемпіона (1971 та 1972 року) та двічі вигравав національний кубок (також у 1971 та 1972 році). У 1971 році його команда дійшла до чвертьфіналу Кубку володарів кубків, поступившись «Манчестер Сіті» (2:0, 0:2 та 1: 3), а в 1974 році він посів друге місце в національному чемпіонаті. Під час гри в Сілезії Вражи славився своєю швидкістю, хоробрістю та завзяттям. Залишив «Гурник» у 1975 році, провівши 150 матчів у чемпіонаті, Кубку Польщі та УЄФА, в яких відзначився двома голами. Загалом у польському чемпіонаті зіграв 219 матчів.
У футболці національної збірної Польщі дебютував 17 грудня 1968 року в товариському матчі проти Аргентини (0:1). Востаннє грав за національну команду 7 травня 1972 року проти Болгарії (3:0) в рамках кваліфікації до Олімпійських ігор. Проте Казімеж Гурський не викликав Яна на мюнхенську олімпіаду, куди натомість поїхав Антоній Шимановський. Загалом у польській збірній зіграв 7 матчів.
У 1975 році виїхав до Франції, де став гравцем першолігового «Валансьєна». До 1980 року в складі команди зіграв 147 матчів у французькому чемпіонаті, де відзначився 2-ма голами. У сезоні 1981/82 років виконував функції граючого головного тренера бельгійського клубу «РФК Отраж», який виступав у провінційному чемпіонаті. У сезоні 1984/85 років аналогічне становище мав і в французькому клубі «Стад В'є-Конде».
За фахом був слюсарем та тренером. На початку 1980-х переїхав до Бельгії, де залишився до своєї смерті. Помер у Монсі 6 квітня 2019 року у віці 75 років.

## Статистика виступів

### Клубна
| Клуб              | Сезон             | Ліга              | Ліга  | Ліга | Кубок | Кубок | Єврокубки | Єврокубки | Інше  | Інше | Сума  | Сума |
| Клуб              | Сезон             | Ліга              | Матчі | Голи | Матчі | Голи  | Матчі     | Голи      | Матчі | Голи | Матчі | Голи |
| ----------------- | ----------------- | ----------------- | ----- | ---- | ----- | ----- | --------- | --------- | ----- | ---- | ----- | ---- |
| ГКС (Катовиці)    | 1965/1966         | I ліга            | 12    | 0    | б.д.  | б.д.  | —         | —         | —     | —    | 12    | 0    |
| ГКС (Катовиці)    | 1966/1967         | I ліга            | 26    | 0    | б.д.  | б.д.  | —         | —         | б.д.  | б.д. | 26    | 0    |
| ГКС (Катовиці)    | 1967/1968         | I ліга            | 18    | 0    | б.д.  | б.д.  | —         | —         | б.д.  | б.д. | 18    | 0    |
| ГКС (Катовиці)    | 1968/1969         | I ліга            | 26    | 0    | б.д.  | б.д.  | —         | —         | —     | —    | 26    | 0    |
| ГКС (Катовиці)    | 1969/1970         | I ліга            | 24    | 0    | б.д.  | б.д.  | —         | —         | —     | —    | 24    | 0    |
| ГКС (Катовиці)    | Загалом           | Загалом           | 106   | 0    | б.д.  | б.д.  | —         | —         | б.д.  | б.д. | 106   | 0    |
| «Гурник» (Забже)  | 1970/1971         | I ліга            | 22    | 0    | 6     | 0     | 7         | 0         | —     | —    | 35    | 0    |
| «Гурник» (Забже)  | 1971/1972         | I ліга            | 24    | 0    | 7     | 1     | 2         | 0         | —     | —    | 33    | 1    |
| «Гурник» (Забже)  | 1972/1973         | I ліга            | 24    | 0    | 3     | 0     | 4         | 0         | —     | —    | 31    | 0    |
| «Гурник» (Забже)  | 1973/1974         | I ліга            | 24    | 0    | 4     | 0     | —         | —         | 2     | 0    | 30    | 0    |
| «Гурник» (Забже)  | 1974/1975         | I ліга            | 19    | 0    | 3     | 1     | 1         | 0         | —     | —    | 23    | 1    |
| «Гурник» (Забже)  | Загалом           | Загалом           | 113   | 0    | 23    | 2     | 14        | 0         | 2     | 0    | 152   | 2    |
| «Валансьєн»       | 1975/1976         | Ліга 1            | 24    | 0    | б.д.  | б.д.  | —         | —         | —     | —    | 24    | 0    |
| «Валансьєн»       | 1976/1977         | Ліга 1            | 30    | 0    | б.д.  | б.д.  | —         | —         | —     | —    | 30    | 0    |
| «Валансьєн»       | 1977/1978         | Ліга 1            | 28    | 0    | б.д.  | б.д.  | —         | —         | —     | —    | 28    | 0    |
| «Валансьєн»       | 1978/1979         | Ліга 1            | 34    | 2    | б.д.  | б.д.  | —         | —         | —     | —    | 34    | 2    |
| «Валансьєн»       | 1979/1980         | Ліга 1            | 31    | 0    | б.д.  | б.д.  | —         | —         | —     | —    | 31    | 0    |
| «Валансьєн»       | Загалом           | Загалом           | 147   | 2    | б.д.  | б.д.  | —         | —         | —     | —    | 147   | 2    |
| Усього за кар'єру | Усього за кар'єру | Усього за кар'єру | 366   | 2    | 23    | 2     | 14        | 0         | 2     | 0    | 405   | 4    |

1. ↑  З урахуванням: Кубку Європи – 6 (0), Кубку Володарів кубків – 7 (0), Кубку УЄФА – 1 (0).
2. ↑  З урахуванням: Кубку Інтертото.
3. ↑  Немає даних про склади за три із шести матчів.

### У збірній
| Польща  | Польща | Польща |
| Рік     | Матчі  | Голи   |
| ------- | ------ | ------ |
| 1968    | 1      | 0      |
| 1969    | 2      | 0      |
| 1971    | 2      | 0      |
| 1972    | 2      | 0      |
| Загалом | 7      | 0      |

## Досягнення
«Гурник» (Забже)
- Екстракляса
  -  Чемпіон (2): 1970/71, 1971/72
  -  Срібний призер (1): 1973/74

- Кубок Польщі
  -  Володар (2): 1970/71, 1971/72

- Кубок володарів кубків
  - 1/4 фіналу (1): 1970/71